# Ракушковые
Раку́шковые, или остракоды (лат. Ostracoda), — класс ракообразных. Мелкие ракообразные с нечленистым телом, в основном сжатым с боков, одетым двустворчатой раковиной, с семью парами придатков (антенн, челюстей и ног), с ногообразными щупальцами верхних челюстей, большими нижними челюстями и нечленистым коротким брюшком. В ископаемом состоянии известны со среднего/верхнего кембрия.

## Описание
Современные представители этого отряда малы (по большой части не более 1—2 мм, лишь немногие до 6 мм), ископаемые (от которых сохранились лишь раковинки, начиная с верхнекембрийских отложений) частью значительно крупнее (некоторые до 9 см). Тело их полностью заключено в двустворчатую хитиновую, иногда с отложениями извести, раковину, прозрачную или непрозрачную, поверхность которой в основном покрыта выступами, образующими различные узоры.
Общая форма раковины в основном чечевицеобразная или почкообразная, передний конец часто толще заднего. На спинной стороне створки раковины, придающие этим животным внешнее сходство с пластинчатожаберными моллюсками (которым и приписывали остатки остракод), соединены эластическим тяжем, обусловливающим раскрывание створок; смыкаются створки, благодаря действию мускулов (аддукторов), прикрепляющихся концами к внутренней стороне створок и идущих в поперечном направлении от одной створки к другой. В спокойном состоянии Остракоды слегка приоткрывают створки и плавают с помощью антенн или ползают с помощью усиков и ног, отталкиваясь притом концом абдомена, по подводным предметам. Потревоженные, они смыкают створки, падают на дно и лежат неподвижно. Обе пары антенн служат органами ползания и плавания; у Cypridina первая пара несёт также обонятельные нити.
У Cypris и Cythere антенны 2-й пары ногообразны и оканчиваются сильными крючкообразными щетинками, у Halocypridae и Cypridinidae они представляют двуветвистые плавательные ножки, придаточная ветвь которых у самцов снабжена крючками для схватывания самок.
Рот снабжён верхней губой, сильными верхними челюстями с ногообразными щупальцами, парой нижних челюстей, иногда (у Cypridae и Cytheridae) с большой усаженной волосками пластинкой, которая своими колебаниями содействует обмену воды, служащей для дыхания. Из остальных 3 пар придатков две первые имеют то тоже форму челюстей, то форму ножек, представляя у разных остракод значительное разнообразие; последняя пара всегда имеет строение ножки.
Абдомен или оканчивается двураздельным придатком (вилочкой), или усаженной шипами и крючками пластинкой. Центральная нервная система состоит из надглоточного и подглоточного узла и брюшной цепочки, иногда слитой. Органы чувств (кроме упомянутых обонятельных), глаза, именно один средний глаз, состоящий из двух (иногда отдельных) половин (у Cypris, Cythere), или кроме того 2 сложных парных глаза.
Пищеварительный канал состоит из пищевода, переднего желудка, желудка с 2 вдающимися в толщу створок выростами («печёночными мешками») и кишки, оканчивающейся заднепроходным отверстием у основания абдомена.
Для дыхания служит вся поверхность тела; жаберных мешков на ногах нет, но на спине у некоторых Cypridinidae, у основания задней пары придатков, есть двойной ряд жаберных мешочков.
Сердце у некоторых (Cypridina) есть и имеет мешкообразную форму, у других (например Cypris) органов кровообращения нет.

## Размножение
Остракоды раздельнополы, и разнополые особи более или менее существенно различаются. Самцы обладают более развитыми органами чувств и придатками (на 2-й паре антенн или, как у Cypris, на 2-й паре нижних челюстей или, наконец, в виде видоизменённой для этой цели пары конечностей), служащими для схватывания самок.
Мужские половые органы парные и состоят с каждой стороны из нескольких мешочков семенной железы, семяпровода и сложного совокупительного органа. У Cypris семя замечательно необыкновенной величиной (длиннее самого тела) живчиков.
Самки имеют 2 яичника, вдающихся в толщу створок, 2 яйцевода, 2 приёмника семени и два наружных половых отверстия при основании абдомена. У Cypris наблюдается и партеногенез.
В основном остракоды размножаются яйцами. Яйца или откладываются в воду (у Cypris прилепляются к водяным растениям), или остаются между створками до выхода из них молодых животных.
У Cypris развитие происходит довольно сложным метаморфозом; стадия, выходящая из яйца, по числу конечностей соответствует науплиусу, но одета уже тонкой двустворчатой раковиной.
У морских остракод развитие упрощено и может происходить и без метаморфоза.

## Распространение
Все остракоды живут в воде, частью пресной, частью в морской. Питаются преимущественно животными веществами, особенно трупами водных животных.

## Значение для человека
Значение их для человека такое же, как и у других мелких низших ракообразных, то есть они служат пищей для очень многих видов рыб. Часто обитают в аквариумах, как морских, так и пресноводных, при этом приносят пользу - так как ракушковые являются сапрофагами, и поедают органические отходы. Но большое количество этих рачков свидетельствует о накоплении разлагающейся органики. 

## Классификация
Известно более 550 современных и около 500 ископаемых видов ракушковых; большинство живёт в море, некоторые на глубине до 5,5 км.
На декабрь 2018 года в классе выделяют следующие таксоны до подотряда включительно:
- Роды и семейства incertae sedis
- † Подкласс Archaeocopa
  - † Роды incertae sedis
  - † Отряд Archaeocopida
  - † Инфракласс Phosphatocopina
- † Подкласс Metacopa
  - † Роды и семейства incertae sedis
- Подкласс Myodocopa
  - † Семейства incertae sedis
  - Отряд Halocyprida
    - Подотряд Cladocopina
    - Подотряд Halocypridina

  - Отряд Myodocopida
    - † Подотряд Entomozocopina
    - Подотряд Myodocopina
    - † Подотряд Paleomyodocopina
- Подкласс Palaeocopa
  - Роды и семейства incertae sedis
  - Подотряд Sigilliocopina
  - † Отряд Palaeocopida
    - † Подотряд Binodicopina
    - † Подотряд Kirkbyicopina
    - † Подотряд Nodellocopina
    - † Подотряд Palaeocopina

  - † Инфракласс Aparchitacea
  - † Инфракласс Eridostraca
  - † Инфракласс Leiocopa
    - † Отряд Leiocopida
      - † Подотряд Leiocopina

  - † Инфракласс Leperditicopa
- Подкласс Platycopa
  - † Семейства incertae sedis
  - Отряд Platycopina
- Подкласс Podocopa
  - † Семейства incertae sedis
  - † Отряд Metacopida
    - † Подотряд Metacopina

  - Отряд Podocopida
    - † Роды incertae sedis
    - Подотряд Bairdiocopina
    - Подотряд Cypridocopina
    - Подотряд Cytherocopina
    - Подотряд Darwinulocopina
    - Подотряд Podocopina

### Отдельные представители
Особенно распространён род Cypris, в основном живущий в пресных водах. Глаз непарный, сердца нет, передние антенны в основном 7-члениковые, с длинными щетинками, задние большей частью 6-члениковые; ног 2 пары, из которых задняя заворочена на спину, членики вилочки узки, длинны, с крючкообразными щетинками на конце; семянные железы и яичники вдаются в толщу створок. Представители рода известны уже в силурийских отложениях.
К роду Cypris близок род Notodromus: отдельные глаза, отсутствие жаберного придатка на 2-й паре нижних челюстей; сюда Notodromus monachus — длиной 1 мм, высотой 0,8, бледно-зеленоватого или белого цвета, с большими неправильными пятнами от оливково-зелёного до чёрного цвета; встречается летом и осенью, обыкновенная форма в пресных водах.